# والبة بن حباب
والبة بن حُباب اَسَدی با کنیهٔ ابواُسامه (درگذشتهٔ حدود ۷۸۶ میلادی) شاعر عرب‌زبان اهل کوفه بود که او را مبتکر سرودن اشعار عاشقانه برای معشوق مذکر در ادبیات عرب دانسته‌اند. وی استاد ابونُواس اهوازی بود که استعداد شاعری او را در نوجوانی کشف کرد و او را به شاگردی پذیرفت و ابونواس نیز بعدها سبک شعرگویی او را به اوج رساند.